# Innocence (álbum de Innocence)
Innocence es el primer álbum de estudio de la cantante Innocence. Un álbum que salió a la venta el 7 de octubre de 2007, con el primer sencillo The Show Must Go On que estuvo número 1 varia dos semanas consecutivas.

## Canciones
1. The Show Must Go On
2. Mac Arthur's Park
3. Maldita Soledad
4. Lettre a France
5. Sin Tenerte a Ti
6. Por Quien Vivir por Siempre
7. Naturaleza Muerta
8. Que Hay de Ti
9. Frozen
10. Un Río Profundo (River Deep Mountain High)

- Datos: Q30918914